# Inmigración francesa en El Salvador
La Inmigración Francesa a la republica de El Salvador fue un movimiento importante que recibió el país entre el siglo XIX y mediados del siglo XX. Entre 1850 a 1870, los franceses conformaban el grupo extranjero más grande El Salvador, posteriormente en 1940 a 1950, conformaban uno de los grupos más grandes del País solo superado Españoles y Italianos, entre 1850 a 1870, El Salvador era el principal receptor de Franceses en Centroamérica, la mayoría eran comerciantes y empresarios juntos sus familias, en 1880, debido a la Construcción del canal de Panamá, la inmigración francesa se paralizo, no fue hasta 1910, que comenzaría a brillar otra vez.
Se estima que entre 1850 a 1950, más de 7.000 franceses emigraron a El Salvador, la mayoría provenían de Aquitania, Occitania y de los Alpes, entre 1850 a 1870, 2.000 franceses llegaron a El Salvador, entre 1911 a 1937 ingresaron  2.000 franceses al país, finalmente en 1938 a 1945 ingresaron 2.500 franceses al país, la inmigración francesa en ese entonces influyo mucho en la economía y educación.

## Historia
Desde la Época colonia se tiene registro de franceses en el territorio salvadoreño, en los que destaca varios corsarios franceses y piratas franceses. En 1850, varios empresarios y comerciantes franceses partieron a El Salvador para trabajar en diferentes tipos de trabajos como comercio, siembra de caña de azúcar, industria y cultivo de café, durante esa época llegaron 2.000 franceses al territorio, la mayoría eran familias acomodadas y comerciantes. En 1880, debido a la construcción del canal de Panamá, la inmigración francesa a El Salvador se paralizo, esto debido a que los franceses veían a Panamá como su destino principal, la mayoría de los franceses que llegarían entre 1880 a 1910 eran comerciantes y profesionales, pero en 1911 a 1937 la inmigración comenzaría a brillar otra vez por varias razones, muchos empresarios y comerciantes llegaron al territorio Salvadoreño, en ese entonces la inversión francesa en El Salvador era igual a la estadounidense, durante ese lapso del tiempo, ingresaron 2.000 franceses a El Salvador, en 1937 a 1945, llegaron varios franceses y judíos franceses asquenazíes al país, en 1940 a 1950, según los registros históricos, Los franceses eran el tercer grupo de extranjero más grande del país, solo superado por los Españoles y Italianos.
La Mayoría de los franceses que llegaron al territorio nacional primeramente provenían de Córcega posteriormente en 1850 a 1950, la mayoría de los franceses que llegaron al territorio eran de Aquitania, Occitania y Ródano-Alpes pero también París y otras partes de los Alpes, la mayoría de los franceses se asentaron en San Salvador, sin embargo la ciudad de Santa Tecla en el departamento de La Libertad recibió históricamente grandes números de Inmigrantes Franceses, otros lugares con números significativos son Santa Ana y Antiguo Cuscatlán.
En la actualidad, hay 727 ciudadanos franceses en El Salvador y varios grupos de descendientes, los franceses han destacado en industria, comercio y en otros rubros importantes.

## Cultura

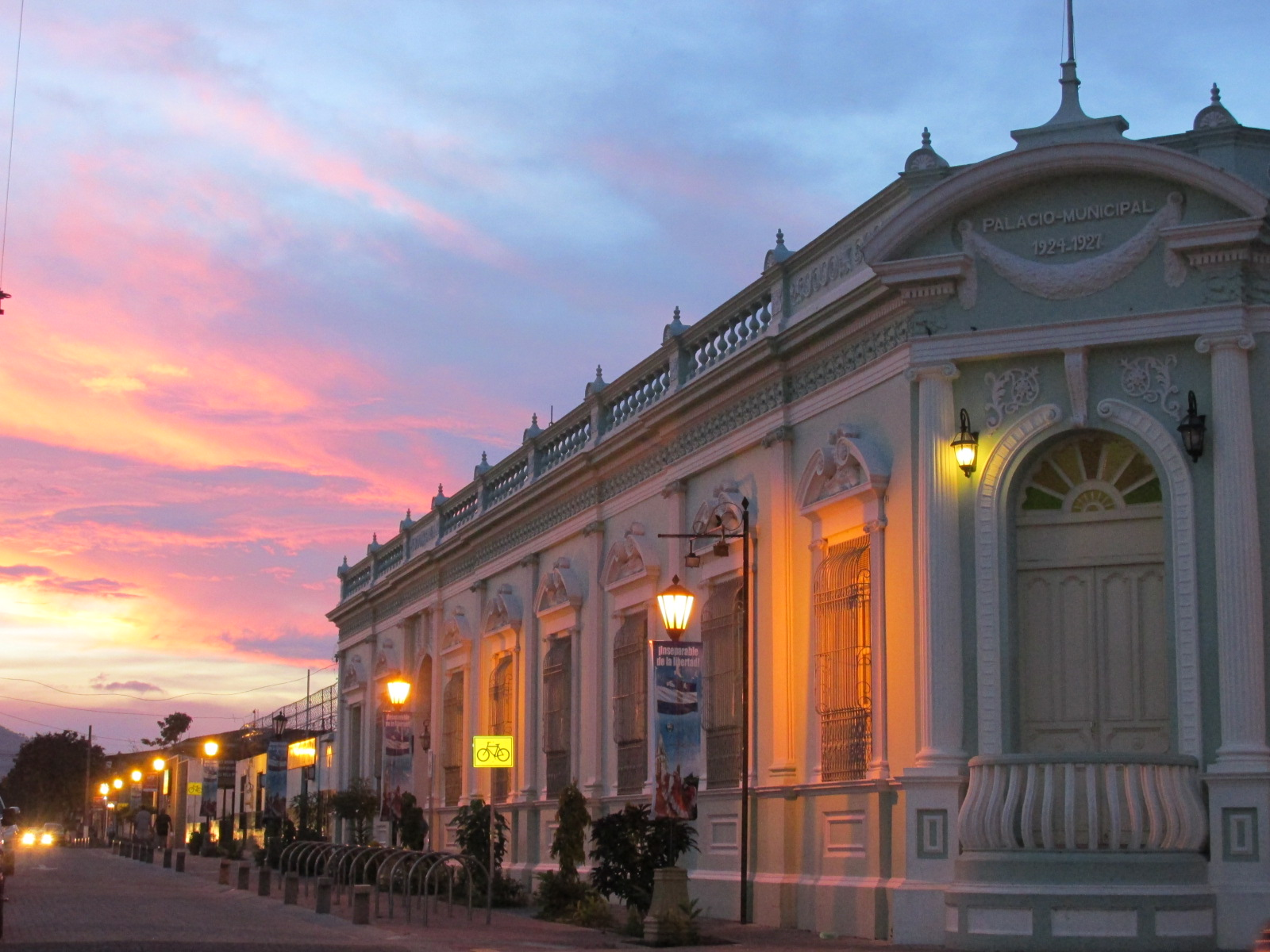
Palacio Tecleño de la Cultura y las Artes, Santa Tecla

Los Franceses que llegaron a El Salvador influyeron importantemente en la arquitectura, gastronomía, educación y literatura.

### Arquitectura
Después de la independencia hubo un momento de transición que se conoce como arquitectura republicana, que se caracteriza por construir una identidad nacional, esta época se influyo mucho de la arquitectura francesa, las elites de la época veían a Europa como parte cultural para basarse en arquitectura, por otra parte la introducción del café hizo que zonas con mayores cafetales tuvieran infraestructuras similares y con la llegada de más inmigrantes europeos y estadounidenses que influyeron más a la arquitectura.
Después del terremoto de San Salvador de 1854, el gobierno y la elite cafetera decidieron trasladar la capital salvadoreña a Santa Tecla, desde ahí comenzaron construcciones con corrientes de la vanguardia francesa como la casa Guirola y el palacio tecleño. En San Salvador, el teatro es de estilo renaciente francés, y en los siguientes años la influencia se veía combinado con el modernismo arquitectónico influenciada con estilos del sur de California.

### Gastronomía
La influencia francesa en la gastronomía es principalmente en restaurantes que están especializados en esta cocina, por otro lado uno de los panes más populares en El Salvador es el pan francés, su nombre es así ya que en 1870, Un francés llamado Alexander Villenave que es pionero en la pastelería salvadoreña, debido a la nacionalidad de Alexander las personas popularmente decían pan francés.

### Educación y Literatura
La Francesa Ausgustine Charvin  desembarcó en el puerto de La Libertad tenía 41 años de edad. Nacida en la ciudad de Nancy, antigua capital de la provincia de Lorena, el 28 de agosto de 1838, llegaba contratada por el gobierno presidido por el doctor Rafael Zaldívar y formaba parte de un segundo grupo de personal francés que se necesitaba para reforzar las áreas educativas y militares del país, La Sra. Charvin es considerada la madre y fundadora de la educación preescolar en El Salvador.
En 1943, el autor francés Antoine de Saint-Exupéry publicó El principito. En el libro, la bondadosa pero petulante y vana rosa del Príncipe fue inspirada por la esposa salvadoreña de Saint-Exupéry, Consuelo de Saint-Exupéry, con el pequeño planeta natal del Príncipe inspirado por El Salvador, el libro tiene referencias a la salvadoreña.

## Apellidos franceses en El Salvador
Aguillon, Ayau, Barbier, Barchard, Barón, Bellegarrigue, Bertrand, Betancourt, Bias, Bigueur, Bouinceau, Bourneau, Brecoup/Breucop, Cariax, Clairmont, Charlaix, Chopin, Choussy, Courtade, Crespin, d'Aubuisson, Davión, Del’pech, Dubon, Levy

### apellidos judíos franceses
Bernheim, Bicard, Cahen, Cohen, Dubois, Dreyfus, Haas, Keilhauser, Klein, Levy, Schwartz, Sternheim, Wolff

## Inmigrantes franceses o salvadoreños de ascendencia francesa
- Rodolfo Barón Castro, historiador
- Pedro Barriere, jefe de la provincia de San Salvador
- Gerardo Barrios, Presidente de El Salvador
- Anselme Bellegarrigue, anarquista francés
- Alfredo Betancourt
- Charles Robert Levy (Carlos Roberto Levy), socio fundador de Paris Volcan
- Miguel Félix Charlaix, exgobernador de San Miguel, creador de Carnaval de San Miguel
- Ernesto Antonio Claramount Roseville, militar y político salvadoreño
- Roberto d'Aubuisson, Fundador de Alianza Republicana Nacionalista
- Roberto d'Aubuisson Munguía, alcalde de Santa Tecla 2015-2021
- Luis Dubois
- Mercedes Durand, poeta
- Carmen Elena Figueroa, Miss El Salvador 1975
- René Fortín Magaña, exmagistrado de la Corte Suprema de Justicia de El Salvador
- Pedro Geoffroy Rivas
- Alejandra Guajardo, Miss Universe El Salvador 2022
- Suzanne Hannaux, Miss América Latina 1989
- María Luisa Hayem, Ministra de Economía 2019-
- Gustavo Herodier, Expresidente de CONCULTURA 1999-2004
- Julia Herodier, actriz Salvadoreña, esposa de Edmundo Barbero
- Carlos Alberto Imery
- Nadine Monique Jeanpierre, Miss El Salvador Mundo 1986
- Alice Lardé de Venturino
- Alicia Lardé López-Harrison
- Jorge Lardé y Arthés
- Jorge Lardé y Larín
- Zélie Lardé
- Gerardo Le Chevallier, Dirigente del PDC
- Fernando Llort
- Salvador Llort
- Juan José Martel, exdiputado de Cambio Democrático 2018-2021
- John Moisant, aviador estadounidense de origen francocanadienses
- Matilde Moisant, hermana de John Moisant
- Gabriela Molina Rochac, Nuestra Belleza Mundo 2010
- Andrea Müschenborn Charlaix, Nuestra Belleza Mundo 2004
- Michelle Sol
- Jean Ullmo, ciencia francés